# Schinus roigii
Schinus roigii là một loài thực vật có hoa trong họ Đào lộn hột. Loài này được Ruiz Leal & Cabrera miêu tả khoa học đầu tiên năm 1955.